# Parafia Wniebowzięcia Najświętszej Maryi Panny w Łuczyńcu
Parafia Wniebowzięcia Najświętszej Maryi Panny w Łuczyńcu – parafia znajdująca się w diecezji kamienieckiej w dekanacie barskim, na Ukrainie. Liczy ok. 300 wiernych.

## Historia
Kościół pw. Wniebowzięcia Najświętszej Maryi Panny wybudowano w 1764 kosztem wojewody podolskiego Michała Józefa Rzewuskiego. Ok. 1798 erygowano parafię. W 1830 należała do dekanatu mohylowskiego diecezji kamienickiej. W 1840 kościół spłonął, po czym został odbudowany przez Uruskich. Pod koniec XIX w. parafia liczyła ponad 1500 wiernych. Świątynia została zamknięta przez komunistów w 1919. Zwrócona wiernym w 1966.